# Nathan Scherr
Nathan „Reds“ Scherr (* 2. Juli 1923 in Baltimore, Maryland; † 21. November 2003 in Reisterstown, Maryland) war ein US-amerikanischer Bauunternehmer, Fußballfunktionär, sowie Besitzer des Rennpferdes Aloma’s Ruler (1979–2003), das 1982 das Preakness Stakes, das zweite Rennen der Triple Crown, gewann.

## Leben und Karriere
Nathan Scherr wurde am 2. Juli 1923 als Sohn russischer Immigranten in der sich noch im Aufschwung befindlichen Stadt Baltimore im US-Bundesstaat Maryland geboren. Noch in seiner Kindheit erhielt der in der Oswego Avenue aufgewachsene Scherr aufgrund seiner vollen roten Haare den Spitznamen „Reds“. Nach dem Abschluss vom Baltimore Polytechnic Institute im Jahre 1941 machte er im Jahre 1946 den Bachelor im Bauingenieurwesen an der Cornell University in Ithaca, New York. Während des Zweiten Weltkrieges diente er der US Navy, wobei er den Seabees, den Bautruppen der US Navy, unterstellt war. Als Mitglied der Seabees baute er Flugplätze im Einsatzgebiet der US-Armee im Pazifik. Nach seinem Collegeabschluss kehrte Scherr wieder zurück nach Baltimore, wo er mit einer New Yorker Baufirma bei der Errichtung des Liberty Reservoir, nordwestlich von Baltimore und unweit seines Heimatortes Reisterstown, arbeitete. 1958 gründete er die Peer Construction Company, mit der er Reihensiedlungen, Einkaufszentren und Apartments errichtete. Eines seiner Projekte war unter anderem der Bau des University One Condominiums, einem großen Apartmentblock, auf dem Anwesen der verstorbenen Marie Oehl von Hattersheim Bauernschmidt (1875–1962), die von den 1920er bis 1950er Jahren als politischer Quälgeist der Stadt galt.
Außerdem errichtete er Garrison Farms, wo er schließlich auch lebte. Nachdem er dort Anfang der 1960er zu bauen begonnen hatte, legte er vor allem ein Hauptaugenmerk auf die Erhaltung des Fort Garrison, das an dieser Stelle um 1695 errichtet wurde. Im Jahre 1971 wurde es ins National Register of Historic Places aufgenommen und gilt seitdem als denkmalgeschützt. Es gilt als eines von nur drei von der Maryland General Assembly genehmigten Forts im Jahre 1692. Nachdem es ein Jahr später errichtet worden war, diente es als Unterbringung von sechs Rangers, die die umliegenden Siedler vor Angriffen der Indianer beschützten. Zum Zeitpunkt der Übernahme durch Scherr, der es später an das Baltimore County spendete, war das Fort verwahrlost und durch die mögliche Zerstörung durch Bulldozer bedroht.
Mit der Hilfe des Pferdetrainers John J. „Butch“ Lenzini junior erwarb Scherr 1981 den damals zweijährigen Vollbluthengst Aloma’s Ruler, Sohn von Iron Ruler und der Stute Aloma, bei einer Auktion um 92.000 $ (inflationsbereinigt (2019): ca. 260.320 $). Beide Elternteile hatten erfolgreiche Vorfahren; darunter unter anderem Alomas Großvater Native Dancer. Nach Siegen beim Nutley Stakes 1981 und beim Bahamas Stakes im Januar 1982 zog sich das Pferd im Februar 1982 eine Knöchelverletzung zu, woraufhin Trainer Lenzini meinte, Aloma’s Ruler nicht weiter einsetzen zu wollen. Nathan Scherr sprach sich jedoch gegen Lenzinis Vorschlag aus und konnte mit dem Pferd nach einem Sieg beim Withers Stakes am Aqueduct Racetrack am 8. Mai 1982 kurz darauf den wichtigsten Sieg der Karriere des Pferdes feiern. Wenige Monate zuvor noch mit einer Knöchelverletzung vor dem Karriereaus besiegte Aloma’s Ruler beim Preakness Stakes am 15. Mai 1982 mit Jockey Jack Kaenel den von Bill Shoemaker gerittenen und favorisierten Linkage. Das Preisgeld belief sich zu diesem Zeitpunkt auf 350.000 $ (inflationsbereinigt (2019): ca. 932.879 $); die Quote von Aloma’s Ruler war 6,90 zu 1 (im Vergleich die des Favoriten: 0,50 zu 1). Nach einem neunten Platz beim Belmont Stakes Anfang Juni 1982 gewann der Hengst im Juli des gleichen Jahres noch das Jersey Derby, aber zog sich beim anschließenden Travers Stakes am 21. August 1982, als er noch den zweiten Platz erreichte, eine weitere Knöchelverletzung zu, was für ihn mit nur drei Jahren das vorzeitige Karriereende bedeutete. In weiterer Folge wurde er als Zuchthengst genutzt, wobei sechs seiner 18 Nachkommen bei Pferderennen gewannen.
Im Jahre 1984 erwarb Nathan Scherr, selbst ein begeisterter Sportsmann, das Major-Indoor-Soccer-League-Franchise Baltimore Blast, das sechs Jahre zuvor als Houston Summit gegründet wurde, für eine kolportierte Ablösesumme von 2,9 Millionen US-Dollar (inflationsbereinigt (2019): ca. 7.179.049 $), eine Ligarekordsumme, vom bisherigen Besitzer Bernie Rodin. Während seiner Amtszeit bei Baltimore Blast half er unter anderem mit, eine Fusion zwischen der Major Indoor Soccer League und der North American Soccer League (NASL) auszuhandeln. Rund fünf Jahre nach seinem Erwerb verkaufte er das Team wieder; jedoch nur für weniger als 25 % des Betrages, den er davor an Rodin gezahlt hatte. Neuer Eigentümer war der Unternehmer Edwin „Ed“ F. Hale senior, Zeitpunkt der Vorsitzende der lokalen 1st Mariner Bank, der auch noch heute (Stand: Februar 2016) Besitzer des neuen Franchises Baltimore Blast mit Spielbetrieb in der Major Arena Soccer League (MASL) ist.
Im Jahre 1996 ging Scherr, mittlerweile 73-jährig, in den Ruhestand. Er verstarb am 21. November 2003, fünf Monate nachdem sein Pferd Aloma’s Ruler verstorben war, 80-jährig an den Folgen seiner Parkinson-Erkrankung im Cherrywood Healthcare and Rehabilitation Center in Reisterstown, einige Kilometer nördlich seiner Geburtsstadt Baltimore. Scherr, der von einer Schwester, einem Bruder, einer Tochter, einem Sohn, sowie sieben Enkelkindern überlebt wurde, war von 1954 bis zu ihrem Tod 1982 mit Annette Fisher verheiratet. Der Philanthrop war unter anderem Mitglied der in Baltimore ansässigen Chizuk Amuno Congregation und unterstützte The Associated: Jewish Community Federation of Baltimore und das Medical College of Pennsylvania in Philadelphia. Zudem war der hobbymäßige Golfer Mitglied des Woodholme Country Club und des Bonnie View Country Club.